# Абстракционизъм
Абстракционизъм, или абстрактно изкуство (на латински: abstractio – нещо отвлечено) е вид модернистично направление в изкуството, което се отличава с отказа си да изобразява предметите и събитията и с откъснатостта си от фигуративния подход към действителността. Една от целите му е да постигне хармония чрез съчетаване на цветове и геометрични форми, способни да предизвикат различни асоциации и емоции.

Възниква през 1910 – 1913 г. с разслояването на кубизма (който също използва геометрични фигури и пресичащи се плоскости), експресионизма и футуризма. Първите вълни абстрактни художници идват от течението на свободното рисуване, произлизащо от експресионизма – Василий Кандински и Джаксън Полък – и от близката до кубизма геометрична абстракция, на която се посвещават Казимир Малевич, Пийт Мондриан, Франтишек Купка.

## Дефиниция
Според уводната глава в книгата на Мишел Рагон „Произход на развитието на абстрактното изкуство“ (на френски: Origines du développement de l'art abstrait), цитираща предпазливата дефиниция на абстрактното изкуство на Мишел Сьофор:
| „ | Наричам абстрактно изкуство всичкото творчество, което не съдържа никаква препратка, не напомня по никакъв начин за наблюдаваната реалност. Дали тази реалност съществува или не няма нищо общо с отправната точка на художника. | “ |

Самият Мишел Рагон твърди, че абстракционизмът може да се дефинира само по исторически начин. Синтезирайки техните дефиниции, Жан-Филип Брюил пише за често определяния, като основател на движението Василий Кандински: „Началото може да бъде датирано около 1910 година, тъй като тогава Василий Кандински рисува акварел, запазен в Националния музей на модерното изкуство в Париж (на френски: Musée national d'art moderne), нарочно потискайки всякакво позоваване към външния свят.“ 
- Казимир Малевич, Супрематизъм, 1915
- Тео ван Дуисбург, Композиция VII (Трите грации), 1917
- Алексей Явленски, Вариация, ок. 1919
- Паул Клее, Вечерен огън, 1929
- Робер Делоне, Ритъм, 1930

## История
През 1906 г. Анри Бергсон публикува „Evolution crèatrice“,  Кандински, който прекарва точно тази бурна година в Париж, е силно повлиян от духа на времето и се отдалечава от стила на Новия сецесион, който дотогава доминира в изкуството му. Пак тогава умира Пол Сезан, който дотогава е главно действащо лице в развитието на кубизма. Преки предшественици на абстрактното изкуство, освен него са и фовизмът и югендстил. Фовистите повлияват съществено на Василий Кандински, докато кубистите оставят силна следа в творчеството на Пийт Мондриан. Единствено Кандински остава безразличен към кубистките течения и не оглавява собствен стил в абстрактното изкуство, като примерно Казимир Малевич със супрематизма или Пийт Мондриан с неопластицизма.

Освен Кандински, като основатели на стила през 1910 година могат да бъдат назовани и други, по-малко известни художници, допринесли за началното развитие на абстрактното изкуство към 1906 – 1907 година. Сред тях са литовецът Микалоюс Чурльонис., Наталия Гончарова и Гийом Аполинер, който през 1914 година излага картини, рисувани в периода 1909 – 1911, наричайки ги „районизъм“.
През 1908 г. в Мюнхен Вилхелм Ворингер публикува книга под името „Абстракция и вчувстване“ (на немски: Abstraktion und Einfühlung), в която се опитва да опише противоположността на вчувстването – душевно състояние на страх, изобразявано в изкуството като абстракция.. Развитието на немското рисуване със сигурност подготвя терена за появата на абстрактното изкуство, но в крайна сметка фовизмът със своята колоритност и отдалечаване от реалните форми му слага своя печат, също както по-късно и на кубизма.
За Мондриан годината на промяната е 1912-а, която той прекарва в Париж, където се отдава без задръжки на кубизма. Тази безгранична отвореност към кубизма води до все по-абстрактни творби. Започвайки да развиват абстракцията, и Кандински, и Мондриан са вече доста над средната възраст на останалите кубисти и фовисти. И двамата споделят виждането, че проблемите на изкуството са тясно свързани с проблемите на човечеството като цяло. И двамата искат да допринесат за развитието на цивилизацията – материално и духовно.